# Патолошко сакупљање
Патолошко сакупљање, познато и као силогоманија или хординг (енгл. compulsive hoarding), представља ментални поремећај који се одликује компулзивним сакупљањем ствари које имају малу или никакву новчану вредност. Светска здравствена организација овај поремећај описује као „акумулацију, односно гомилање ствари без обзира на њихову стварну вредност”.
Хординг односно сакупљање непотребних ствари људе може да изложи ризику јер простор у коме живе понекад постаје толико затрпан стварима да узрокује повреде или постаје немогуће да изађу из куће. Поред тога, нагомилане ствари могу да повећају и ризик од пожара. Овај поремећај често је повезан са другим менталним болестима укључујући депресију, шизофренију, или опсесивно-компулзивни поремећај.

## Особе са поремећајем
Када особа сакупља ствари попут поштанских маркица, шоља, разгледница, обично их држи уредно сложене у кутији, фиоци и слично. Те ствари су лако доступне. Људи који пате од поремећаја, међутим, сакупљене ствари држе разбацане и неорганизоване, некад те ствари заузму целу просторију. Такозвано „хордовање” се сматра проблемом када утиче на свакодневни живот (блокира улаз у собу, на пример) или ствара проблеме у међуљудским односима. Ствари које ове особе сакупљају најчешће немају никакву или имају малу вредност, али ако би неко покушао да их рашчисти и баци, те особе се веома узнемире.

## Терапија
Људима који опсесивно сакупљају ствари углавном се препоручује когнитивна бихејвиорална терапија, понекад у комбинацији са антидепресантима.